# Spergularia microsperma
Spergularia microsperma är en nejlikväxtart. Spergularia microsperma ingår i släktet rödnarvar, och familjen nejlikväxter.

## Underarter
Arten delas in i följande underarter:
- S. m. fontenellei
- S. m. microsperma
- S. m. oreophila